# Wereldbeker schaatsen 1987/1988
De wereldbeker schaatsen 1987/1988 was een internationale schaatscompetitie verspreid over het schaatsseizoen 1987–1988. Het was de derde editie van de World Cup die bestaat uit een aantal schaatswedstrijden op verschillende afstanden die gedurende de winterperiode worden gehouden op verschillende schaatsbanen. Per worldcupwedstrijd kan een schaatser punten verdienen en aan het eind van de cyclus is de winnaar die schaatser die in het eindklassement bovenaan staat.

## Kalender
| Plaats                     | Datum                 | 500m     | 1000m | 1500m | 3km/5km | 5km/10km |
| -------------------------- | --------------------- | -------- | ----- | ----- | ------- | -------- |
| Heerenveen                 | 21–22 november 1987** | 2x       | 1x    | 1x    | 1x      |          |
| Berlijn (Hohenschönhausen) | 21–22 november 1987*  | 1x       | 1x    | 1x    | 1x      |          |
| Butte                      | 28–29 november 1987   | 1x* 2x** | 1x    | 1x    | 1x      |          |
| Calgary                    | 4–6 december 1987     | 2x       | 1x    | 1x    | 1x      | 1x       |
| Innsbruck                  | 9–10 januari 1988**   | 2x       | 1x    | 1x    | 1x      |          |
| Davos                      | 9–10 januari 1988*    | 1x       | 1x    | 1x    | 1x      |          |
| Davos                      | 16–17 januari 1988**  | 2x       | 1x    | 1x    | 1x      |          |
| Savalen                    | 5–6 maart 1988**      | 2x       | 2x    |       |         |          |
| Inzell                     | 12–13 maart 1988**    | 2x       | 1x    | 1x    | 1x      |          |
| Heerenveen                 | 19–20 maart 1988*     | 1x       | 1x    | 1x    | 1x      | 1x       |

* Alleen voor vrouwen
** Alleen voor mannen

## Eindklassementen mannen

### 500 meter
Eindstand na veertien wedstrijden.
| Positie | Schaatser            | Punten |
| ------- | -------------------- | ------ |
| Goud    | Uwe-Jens Mey         | 225    |
| Zilver  | Dan Jansen           | 221    |
| Brons   | Nick Thometz         | 185    |
| 4       | Jan Ykema            | 168    |
| 5       | Göran Johansson      | 137    |
| 6       | Frode Rønning        | 129    |
| 7       | Tom Cushman          | 126    |
| 8       | Menno Boelsma        | 112    |
| 9       | Bae Ki-tae           | 100    |
| 10      | Hans-Peter Oberhuber | 82     |

### 1000 meter
Eindstand na acht wedstrijden.
| Positie | Schaatser       | Punten |
| ------- | --------------- | ------ |
| Goud    | Dan Jansen      | 124    |
| Zilver  | Nick Thometz    | 123    |
| Brons   | Jan Ykema       | 100    |
| 4       | André Hoffmann  | 71     |
| 5       | Hans Magnusson  | 70     |
| 6       | Göran Johansson | 66     |
| 7       | Tom Cushman     | 65     |
| 8       | Hans Markström  | 64     |
| 9       | Frode Rønning   | 60     |
| 10      | Geert Kuiper    | 52     |

### 1500 meter
Eindstand na zes wedstrijden.
| Positie | Schaatser          | Punten |
| ------- | ------------------ | ------ |
| Goud    | André Hoffmann     | 101    |
| Zilver  | Michael Hadschieff | 90     |
| Brons   | Rolf Falk-Larssen  | 83     |
| 4       | Eric Flaim         | 68     |
| 5       | Hans Magnusson     | 59     |
| 6       | Dave Silk          | 58     |
| 7       | Joakim Karlberg    | 55     |
| 8       | Hein Vergeer       | 45     |
| 9       | Nikolaj Goeljajev  | 43     |
| 10      | Hansjörg Baltes    | 41     |

### 5000 & 10.000 meter
Eindstand na zeven wedstrijden (zes keer 5km en één keer 10km).
| Positie | Schaatser          | Punten |
| ------- | ------------------ | ------ |
| Goud    | Tomas Gustafson    | 114    |
| Zilver  | Gerard Kemkers     | 102    |
| Brons   | Leo Visser         | 101    |
| 4       | Geir Karlstad      | 100    |
| 5       | Michael Hadschieff | 90     |
| 6       | Rolf Falk-Larssen  | 76     |
| 6       | Christian Eminger  | 76     |
| 8       | Joakim Karlberg    | 73     |
| 9       | Eric Flaim         | 52     |
| 10      | Pertti Niittylä    | 50     |

## Eindklassementen vrouwen

### 500 meter
Eindstand na zes wedstrijden
| Positie | Schaatsster               | Punten |
| ------- | ------------------------- | ------ |
| Goud    | Christa Rothenburger      | 119    |
| Zilver  | Bonnie Blair              | 94     |
| Brons   | Karin Kania-Enke          | 87     |
| 4       | Edel Therese Høiseth      | 76     |
| 5       | Ingrid Haringa            | 74     |
| 6       | Angela Hauck-Stahnke      | 72     |
| 7       | Katie Class               | 62     |
| 8       | Christine Aaftink         | 56     |
| 9       | Andrea Ehrig-Mitscherlich | 55     |
| 9       | Shelley Rhead-Skarvan     | 55     |

### 1000 meter
Eindstand na vijf wedstrijden.
| Positie | Schaatsster               | Punten |
| ------- | ------------------------- | ------ |
| Goud    | Christa Rothenburger      | 89     |
| Zilver  | Bonnie Blair              | 84     |
| Brons   | Karin Kania-Enke          | 75     |
| 4       | Andrea Ehrig-Mitscherlich | 56     |
| 5       | Edel Therese Høiseth      | 52     |
| 6       | Erwina Ryś-Ferens         | 50     |
| 7       | Ingrid Haringa            | 47     |
| 8       | Zofia Tokarczyk           | 45     |
| 9       | Katie Class               | 42     |
| 10      | Christine Aaftink         | 41     |

### 1500 meter
Eindstand na vijf wedstrijden.
| Positie | Schaatsster               | Punten |
| ------- | ------------------------- | ------ |
| Goud    | Bonnie Blair              | 83     |
| Zilver  | Karin Kania-Enke          | 75     |
| Brons   | Erwina Ryś-Ferens         | 72     |
| Brons   | Gabi Zange-Schönbrunn     | 72     |
| 5       | Andrea Ehrig-Mitscherlich | 64     |
| 6       | Anja Mischke              | 53     |
| 7       | Emese Hunyady             | 49     |
| 8       | Petra Moolhuizen          | 41     |
| 8       | Ingrid Paul               | 41     |
| 10      | Constanze Moser           | 37     |

### 3000 & 5000 meter
Eindstand na zeven wedstrijden (vijf keer 3km en twee keer 5km).
| Positie | Schaatsster               | Punten |
| ------- | ------------------------- | ------ |
| Goud    | Gabi Zange-Schönbrunn     | 109    |
| Zilver  | Ingrid Paul               | 100    |
| Brons   | Karin Kania-Enke          | 94     |
| 4       | Andrea Ehrig-Mitscherlich | 90     |
| 5       | Anja Mischke              | 80     |
| 6       | Erwina Ryś-Ferens         | 79     |
| 7       | Jasmin Krohn              | 76     |
| 8       | Elena Belci-Dal Farra     | 72     |
| 9       | Grietje Mulder            | 69     |
| 10      | Petra Moolhuizen          | 67     |

1985/1986 · 
1986/1987 · 
1987/1988 · 
1988/1989 · 
1989/1990 · 
1990/1991 · 
1991/1992 · 
1992/1993 · 
1993/1994 · 
1994/1995 · 
1995/1996 · 
1996/1997 · 
1997/1998 · 
1998/1999 · 
1999/2000 · 
2000/2001 · 
2001/2002 · 
2002/2003 · 
2003/2004 · 
2004/2005 · 
2005/2006 · 
2006/2007 · 
2007/2008 · 
2008/2009 · 
2009/2010 · 
2010/2011 · 
2011/2012 · 
2012/2013 · 
2013/2014 · 
2014/2015 ·
2015/2016 ·
2016/2017 ·
2017/2018 ·
2018/2019 ·
2019/2020 ·
2020/2021 ·
2021/2022 ·
2022/2023 ·
2023/2024 ·
2024/2025